# Neuschnee (Band)
Neuschnee ist eine Wiener Band um den aus Berlin stammenden Komponisten Hans Wagner, die klassische Musik mit Pop, Grunge und Elektronik kombiniert.

## Bandgeschichte
Die Band wurde im Jahr 2006 an der Universität für Musik und darstellende Kunst Wien gegründet und bestand zunächst nur aus dem Sänger und Komponisten Hans Wagner und einem Streichquartett. Die ursprünglichen Mitglieder des Quartetts waren Philipp Treiber (Geige), Florian Wildhalm (Geige), Ina Nikolow (Bratsche) und Frederic Couson (Cello). Im Jahr 2008 erschien das erste Album Wegweiser, und zwar als erste Veröffentlichung des Wiener Independent-Labels Problembär Records. Für das 2011 veröffentlichte Album Bipolar wurde das Streichquartett bereits um Schlagzeug und elektronische Elemente erweitert. Die meisten Lieder des Albums Bipolar wurden in der Besetzung aufgenommen, die für das Album Schneckenkönig erhalten blieb: Hans Wagner (Gesang und diverse Instrumente), Clemens Wannemacher (Schlagzeug), Julia Pichler (Geige), Julia Lacherstorfer (Geige), Wei-Ya Lin (Bratsche), Raimund Seidl (Cello), Benjamin Wuthe (Live-Tontechnik). Am Album Schneckenkönig hat zudem der Chor Coro Siamo und ein Blechbläserensemble mitgewirkt. Bei einer Live-Aufnahme für das letzte Album Der Lärm der Welt am Steirischen Kammermusikfestival 2019 wirkten das Ensemble Oberton+ mit.

## Stil
Spätestens mit dem Album Bipolar ist deutlich geworden, dass die Band Einflüsse der klassischen Musik – nach eigenen Angaben sogar auch der Musik der Renaissance – mit modernen Mitteln der Popmusik verbindet. Die von Hans Wagner auf Deutsch verfassten und gesungenen Texte befassen sich sowohl mit zeitlosen und publikumswirksamen Themen wie Liebe als auch mit aktuellen gesellschaftlichen Problemen.
Dem Anfang 2018 erschienenen Album Okay bescheinigt der Rezensent Klasse statt Masse (nur 30 Minuten Länge aber ohne Längen), atmosphärische Dichte, Entschleunigung, Melancholie, Biss. Im Oktober 2023 erschien mit Der Lärm der Welt das letzte Album der Band, das eine Live-Aufnahme einer Orchester-Komposition Hans Wagners enthält.

## Diskografie
- 2008: Wegweiser (Album, Problembär Records)
- 2011: Bipolar (Album, Problembär Records)
- 2016: Schneckenkönig (Album, Problembär Records)
- 2018: Okay (Album, Problembär Records)
- 2023: Der Lärm der Welt (Album, LasVegas Records)